# Türkisch-Armenische Versöhnungskommission
Die Türkisch-Armenische Versöhnungskommission (englisch: Turkish Armenian Reconciliation Commission, kurz: TARC) wurde im Jahre 2001 in Genf gegründet. Ziel der Kommission war die Förderung des Dialogs und der Verständigung zwischen den Ländern Armenien und Türkei.
Im Jahre 2002 wurde das International Center for Transitional Justice (ICTJ) von der TARC beauftragt, die Anwendbarkeit der 1948 beschlossenen UN-Genozidkonvention auf den Völkermord an den Armeniern zu überprüfen.
Im Februar 2003 veröffentlichte das ICTJ seinen Untersuchungsbericht und gab an, dass den Verantwortlichen dieser Ereignisse die Konsequenz bewusst war, dass ihr Handeln die vollständige oder partielle Vernichtung der Armenier von Ostanatolien bedeuten würde und daher eine genozidale Absicht voraussetze. Nach Ansicht des ICTJ erfüllen die Ereignisse von 1915 alle Straftatbestände der Konvention über die Verhütung und Bestrafung des Völkermordes.
Am 14. April 2004 wurde die TARC aufgelöst.